# Josep Maria Sala i Albareda
Josep Maria Sala Albareda (Barcelona, 22 de maig de 1927 - 25 de desembre de 2019) va ser un esquiador, escalador i directiu esportiu català.
Químic diplomat i agent comercial, va ser soci del Centre Excursionista de Catalunya (CEC) des de 1945, i també de la Unió Excursionista de Catalunya i del Club Alpí Francès. Va començar a practicar l'esquí l'any 1943. Durant la dècada del 1950 va començar a fer les primeres ascensions hivernals al Gran Bachimala i a l'Eriste, i el 1955 va protagonitzar una travessa integral amb esquís pels Pirineus. També recorregué tot l'arc dels Alps, feu la volta al massís de l'Huayhuash al Perú, ascendí el Gran Teton, i visità Sierra Nevada (Estats Units), i feu un tresc a l'Annapurna, al Nepal. Impulsà el primer ral·li d'esquí d'alta muntanya (1959), la construcció del Refugi d'Amitges i del Pere Borés i la readmissió del CEC a la Unió Internacional d'Associacions d'Alpinisme. El desembre de 1984 fou sescollit, substituint a Lluís Puntis i Pujol, president del Centre Excursionista de Catalunya, entitat que presidiria fins a l'any 1992. Fou un dels promotors i vicepresident (1995-97) de la Mountain Wilderness Catalunya. Com a membre d'honor del Centre Acadèmic d'Escalada, el 1960 rebé la medalla de plata de la Federació Espanyola de Muntanyisme i el 1995 la medalla de Forjador de la Història Esportiva de Catalunya.